# Naya Baradwar
Naya Baradwar là một thị xã và là một nagar panchayat của quận Janjgir-Champa thuộc bang Chhattisgarh, Ấn Độ.

## Nhân khẩu
Theo điều tra dân số năm 2001 của Ấn Độ, Naya Baradwar có dân số 6228 người. Phái nam chiếm 51% tổng số dân và phái nữ chiếm 49%. Naya Baradwar có tỷ lệ 66% biết đọc biết viết, cao hơn tỷ lệ trung bình toàn quốc là 59,5%: tỷ lệ cho phái nam là 77%, và tỷ lệ cho phái nữ là 55%. Tại Naya Baradwar, 14% dân số nhỏ hơn 6 tuổi.